# 最后一个人
《最后一个人》（英語：The Omega Man）是一部由Boris Sagal导演的科幻电影，於1971年上映，影片由查尔顿·赫斯顿主演，以李察·麥森的小说《我是傳奇》為藍本。电影剧本为John William Corrington與Joyce Hooper Corrington之作。影片用彩色印片法和单声道录制，共98分钟。
故事最早改編拍成由文森特·普莱斯主演的《地球最後的人》（1964年），第三部是威尔·史密斯主演的《我是传奇》（2007年）。

## 剧情
故事发生在1977年，在中苏生物武器战争之后两年，世界上几乎所有人都灭绝了，空气中散播着瘟疫。幸存者中包括美军中校Neville,M.D.（查尔顿·赫斯顿），他给自己注射了疫苗，因此对瘟疫免疫。
在洛杉矶，几百个白化病人也幸存了下来，他们创立了一个名叫“家庭”的组织，但是他们变成了疯狂暴力，昼伏夜出害怕光线的变异人。“家庭”认为科学是造成这个悲剧的主要原因，所以应该消灭一切科学的迹象，包括Neville。他们自己也不用什么高科技的东西，穿着打扮效法中世纪，最高科技的东西就是手电筒和弹弓车（他们也不使用枪）。
Neville决心消灭这个邪恶的组织，白天他到处搜索食品衣物，捕杀“家庭”成员。晚上住在一个配备军火库的公寓，旁边装了很多灯，所以“家庭”成员无法靠近，但是他们却在楼下大山大叫，鬼哭狼嚎地烦扰Neville，甚至使用弹弓车投掷火球。
Neville有一天去一家酿酒厂时遭到“家庭”成员埋伏而被拿获，当他们正要烧死他时，一个年轻男子和一个黑人女子救了他，这个女子名叫Lisa，他曾在一家衣店遇见她。Lisa带他来到她们家，Neville发现居然还有人幸存。但是这些幸存者也感染了瘟疫，只是病情还没有恶化，他想既然自己免疫的话，用自己的血浆制造疫苗说不定可以治好这些人。他们还计划如果都康复之后可以一起去野外开始新生活。于是他开始制造疫苗。
但是其中一个叫Richie的人由于同情“家庭”，而拿着疫苗给他们，但是他们却不领情，反而杀害了她。这时Lisa病情恶化，于是她帮助“家庭”袭击Neville的住宅，在战斗中Neville被“家庭”领袖飞茅杀死。

## 外部連結
- 互联网电影数据库（IMDb）上《The Omega Man》的资料（英文）
- AllMovie上《The Omega Man》的资料（英文）
- TCM电影资料库上《最后一个人》的资料（英文）
- 美国电影学会目录上的《最后一个人》（英文）